# 4-피페리디논
4-피페리디논(영어: 4-piperidinone)은 피페리딘의 유도체로 분자식이 C5H9NO이다. 4-피페리돈(영어: 4-piperidone)이라고도 한다. 4-피페리디논은 화학 물질 및 의약품 제조의 중간생성물로 사용된다.

## 피페리돈
피페리돈은 피페리돈 골격을 공유하는 화합물의 부류이다. 피페리돈 합성을 위한 전형적으로 명명된 반응은 알킬-1,3-아세톤다이카복실레이트를 벤즈알데하이드 및 아민과 결합하는 것을 포함하는 페트렌코-크리첸코의 피페리돈 합성이다. 이러한 다성분 반응은 한취 피리딘 합성과 관련이 있다.

## 같이 보기
- 4-피리돈